# Aïn Djeloula
Aïn Djeloula (arabe : عين جلّولة), l'ancienne Cululis, est une ville du centre de la Tunisie située à 30 kilomètres à l'ouest de Kairouan et à l'est du massif montagneux du djebel Ousselat (895 m). Une source (aïn) surgissant de la montagne a donné son nom à la ville.
Rattachée au gouvernorat de Kairouan, elle constitue une municipalité comptant 1 757 habitants en 2014.
Aïn Djeloula est promise à un développement économique notable avec la concrétisation de deux projets d'infrastructures. Une cimenterie est en projet de construction et une centrale thermique fonctionnant au gaz naturel utiliserait une partie du gaz acheminé par le gazoduc transtunisien qui passe à quelques kilomètres à l'ouest.

## Histoire
La région est habitée depuis la Préhistoire : les environs recèlent de nombreuses grottes abritant des vestiges préhistoriques, notamment des peintures rupestres.
La ville prospère à l'époque romaine sous le nom de Cululis et, à une époque plus tardive, sous le nom de Municipium Chlulitanum.
La ville abrite les ruines d'un fortin byzantin. Place forte en contrebas du djebel Ousselat, la ville contrôlait la route vers Buna (Bône, l'actuelle Annaba) et les riches terres de la région.
Le géographe Al-Bakri décrit une ville antique, construite en blocs de pierre, défendue par un château, entourée de forêts et vergers et au centre de laquelle jaillit une source d'eau vive. Il décrit aussi un lieu de villégiature à proximité, qu'il appelle Serdaniya et qui correspond au lieu-dit Henchir Sardiana au Nord-Est de la bourgade, là où se trouvent des ruines de thermes romains, de citernes et d'autres constructions dont le luxe est attesté par l'abondance du marbre encore présent sur site.
Les sources relatant la conquête islamique du pays évoquent une prise de la ville par le calife omeyyade Abd Al-Malik en l'an 666 : la cité est pillée et ses habitants réduits en esclavage.
La ville a souffert du séisme du 9 octobre 859 centré dans la région de Kairouan car certaines structures de la ville antique portent des traces de reconstruction de façades fissurées ou décalées par le déplacement causé par ce tremblement de terre.